# Wyeomyia bicornis
Wyeomyia bicornis är en tvåvingeart som först beskrevs av Francis Metcalf Root 1928.  Wyeomyia bicornis ingår i släktet Wyeomyia och familjen stickmyggor. Inga underarter finns listade i Catalogue of Life.